# 27P/Crommelin
Pour les articles homonymes, voir Crommelin.
La comète Crommelin, appelée également comète Pons-Coggia-Winnecke-Forbes, est une comète périodique du système solaire nommée d'après l'astronome britannique Andrew C. D. Crommelin qui calcula son orbite en 1930. C'est l'une des quatre comètes non nommées d'après son (ses) découvreur(s), les trois autres étant les comètes de Halley, de Encke et de Lexell.
La première observation fut faite par Jean-Louis Pons à Marseille le 23 février 1818 ; il suivit la comète jusqu'au 27 février mais ne put poursuivre ses observations à cause du mauvais temps. Johann Franz Encke essaya de calculer l'orbite mais obtint de très grandes erreurs résiduelles.
En 1872, John R. Hind produisit un calcul d'orbite grossier et observa qu'elle était proche de celle de la comète Biela ; s'appuyant sur ces observations, Edmund Weiss supposa ensuite qu'elle pourrait être un morceau de la comète de Biela.
L'observation suivante fut faite le 10 novembre 1873 par Jérôme E. Coggia (Marseille), et à nouveau le 11 novembre 1873 par Friedrich A. T. Winnecke à Strasbourg, mais elle fut perdue le 16 novembre. Weiss et Hind reprirent les calculs et essayèrent de la relier à l'apparition de 1818.
La troisième découverte fut faite par Alexander F. I. Forbes (Le Cap en Afrique du Sud) le 19 novembre 1928, et confirmée par Harry E. Wood (observatoire de l'Union en Afrique du Sud) le 21 novembre. Finalement, ce fut Crommelin qui établit l'orbite et relia les comètes de 1818 (Pons) et de 1873 (Coggia-Winnecke) à celle-ci.
Lors de son passage au périhélie en 2011, 27P/Crommelin fut retrouvée le 12 mai 2011 à une magnitude apparente de 18,7.